# 大维也纳

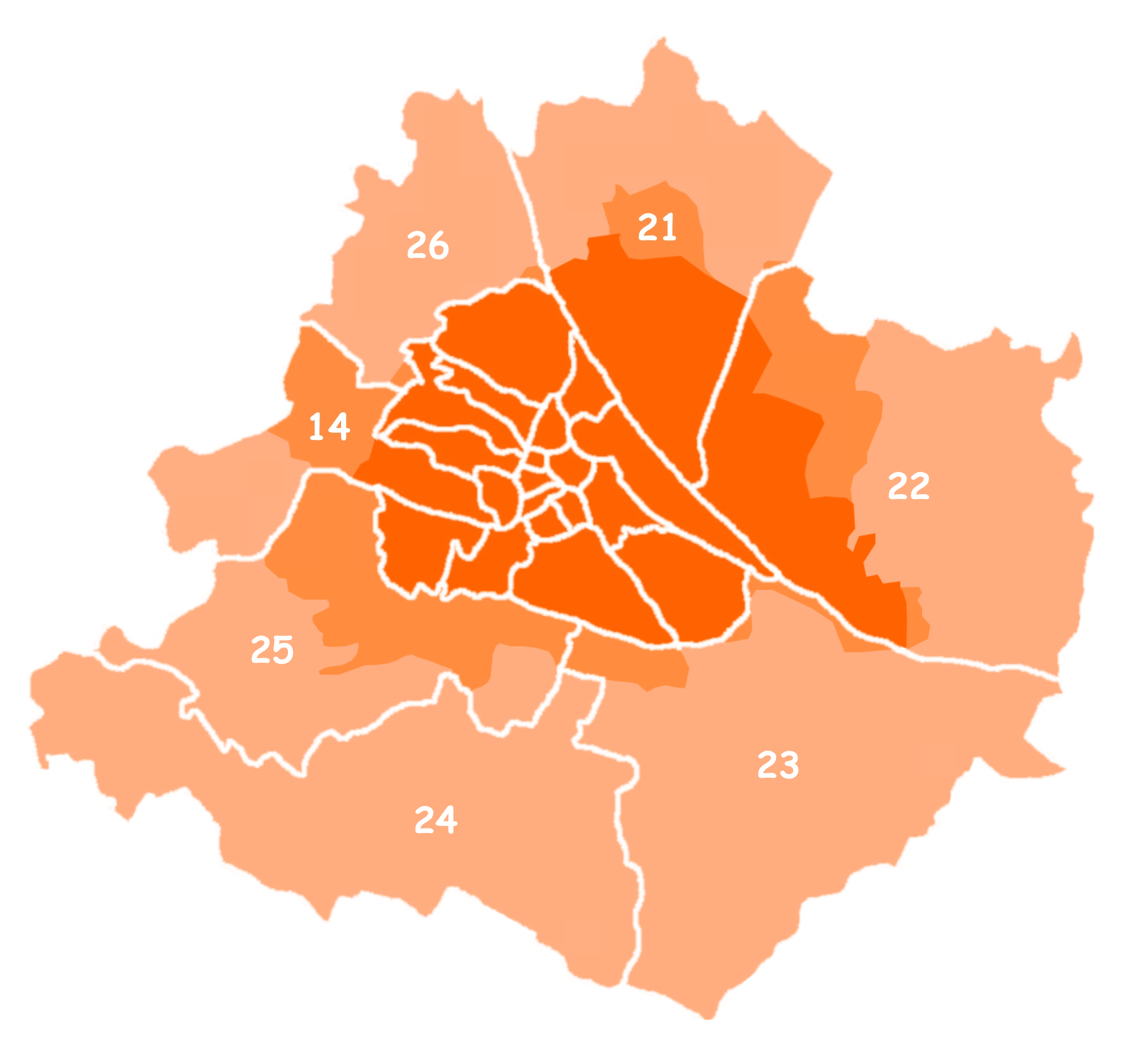
納粹時期的維也納

大維也納（德語：Groß-Wien）是維也納擴大化後的名稱。

## 历史
大維也納的首次嘗試可以追溯到哈布斯堡君主國時代。1938年奧地利合併併入納粹德國後，維也納擴大為“按面積計算帝國最大的城市”。
如今“大維也納”一詞主要用於區分在納粹時代擴大了的維也納周圍更大的地區與今天的城市。1954年盟軍佔領奧地利期間，大部分擴建部分恢復到吞併前的狀態。